# آنیکا دوتسا
آنیکا دوتسا (مجاری: Ducza Anikó؛ زادهٔ ۸ اوت ۱۹۴۲) ژیمناست هنری اهل مجارستان بود.